# Emscher-Lippe-Region
Die Emscher-Lippe-Region liegt im Nordwesten von Nordrhein-Westfalen und bildet den nördlichen Teil des Ruhrgebiets. Die Bezeichnung geht auf die beiden Flüsse Emscher und Lippe zurück, die das Gebiet in Ost-West-Richtung durchfließen. Die Region umfasst den Kreis Recklinghausen mit zehn kreisangehörigen Gemeinden sowie die kreisfreien Städte Gelsenkirchen und Bottrop. Insgesamt leben in der Emscher-Lippe-Region ca. eine Million Menschen auf einer Fläche von rund 966 km². Damit gehört sie zu den am dichtesten besiedelten Regionen in Deutschland.

## Gebietsabgrenzung

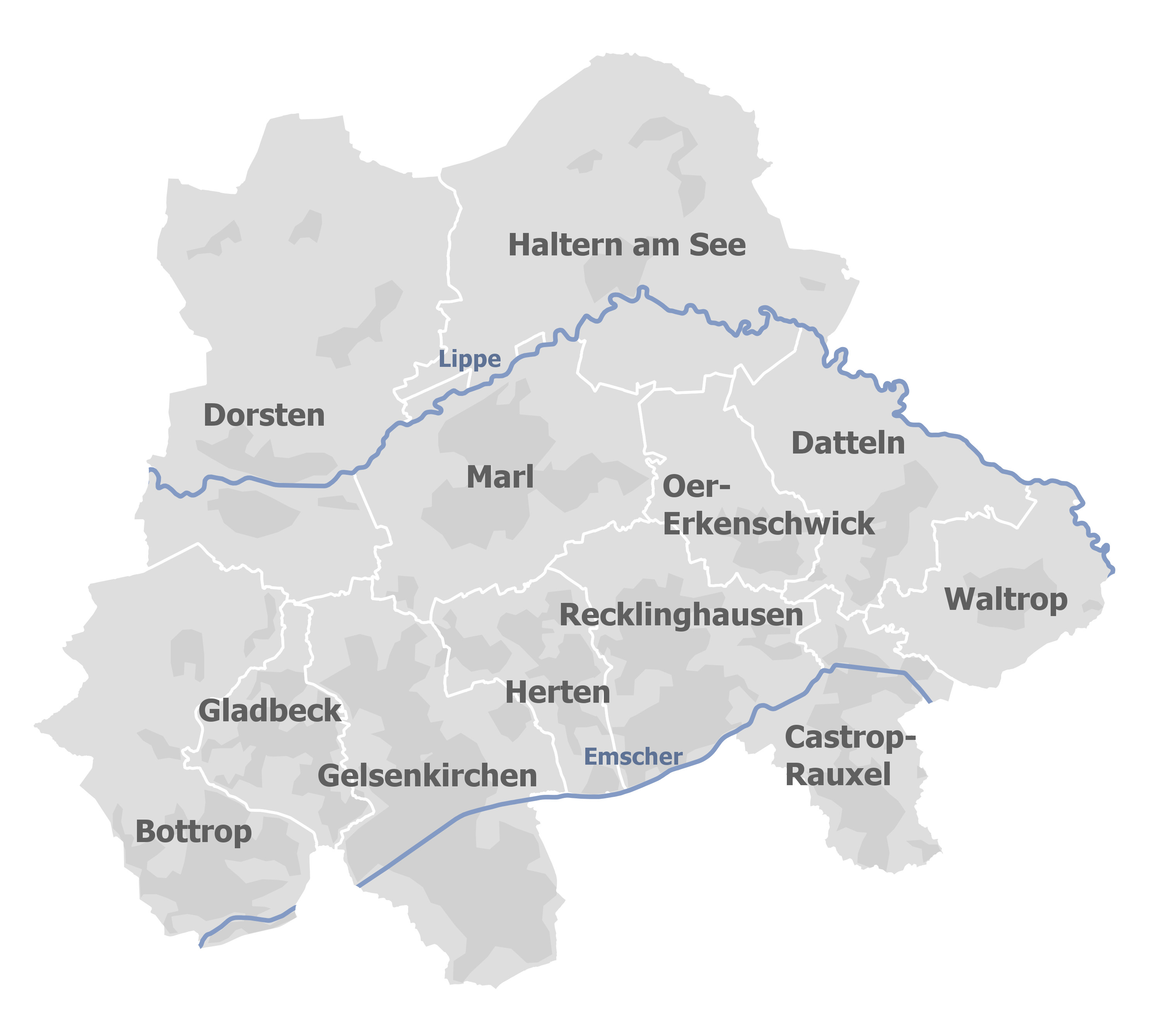
Karte der Emscher-Lippe-Region

Zur Emscher-Lippe-Region gehören die folgenden Gemeinden:
Kreisfreie Städte:
- Bottrop
- Gelsenkirchen

Städte im Kreis Recklinghausen:
- Castrop-Rauxel
- Datteln
- Dorsten
- Gladbeck
- Haltern am See
- Herten
- Marl
- Oer-Erkenschwick
- Recklinghausen
- Waltrop

## Lage
Die Emscher-Lippe-Region bildet die Übergangszone vom hochverdichteten Ruhrgebiet im Süden und dem ländlich geprägten Münsterland im Norden. Größte Städte der Region sind Gelsenkirchen, Bottrop und Recklinghausen mit jeweils mehr als 100.000 Einwohnern. Diese Städte werden neben Gladbeck, Herten und Castrop-Rauxel der Kernzone des Ruhrgebiets zugeordnet. Sie sind durch eine hohe Bebauungs- und Bevölkerungsdichte charakterisiert und traditionell Schwerpunkt von Industrie und Gewerbe in der Region. Auch in der nördlich anschließenden Ballungsrandzone um die Städte Datteln, Dorsten oder Marl finden sich einige bedeutende Industrie- und Gewerbeansiedlungen. Dem gegenüber ist der äußerste Norden der Region zunehmend agrarwirtschaftlich geprägt und weist nur vereinzelt industrielle Nutzungen auf.

## Anbindung
Die Emscher-Lippe-Region ist gut an das überregionale Straßenverkehrsnetz angeschlossen. Die Autobahnen A2 und A42 durchqueren das Gebiet in Ost-West-Richtung; die Autobahnen A31, A43 und A52 verlaufen in Nord-Süd-Richtung. Eine Reihe von Bundes- und Landstraßen sowie die Anbindung an das überregionale Schienennetz sorgen für eine gute Erreichbarkeit der Region innerhalb Deutschlands und Westeuropas. Wichtige Binnenwasserstraßen (Datteln-Hamm-Kanal, Dortmund-Ems-Kanal, Rhein-Herne-Kanal und Wesel-Datteln-Kanal) und der Anschluss an den Rhein verbinden die Region mit anderen bedeutenden Industrieräumen. In mehreren Güterhäfen ist der Warenumschlag auf andere Verkehrsträger (Straße/Schiene) möglich.

## Geschichte
Die Bezeichnung und das Selbstverständnis der Emscher-Lippe-Region gehen wesentlich auf die nordrhein-westfälische Gebietsreform im Jahr 1975 und die folgende Zugehörigkeit des Gebiets zum Planungsraum des Regierungsbezirks Münster zurück. Die Bezirksregierung Münster war in der Emscher-Lippe-Region bis zur Kommunalwahl 2009 für die Regionalplanung und die Erstellung des „Regionalplans Emscher-Lippe“ verantwortlich. Seitdem ist der Regionalverband Ruhr (RVR) in seinem Verbandsgebiet für die Aufgaben der Regionalplanung zuständig (gemäß § 2 LPlG NW). Dies bietet die Möglichkeit, dass regionalplanerische Fragestellungen für den komplexen Ballungsraum Ruhrgebiet nun gebündelt behandelt werden. Dazu gehört insbesondere die Erarbeitung eines ruhrgebietsweiten, einheitlichen Regionalplans, dessen Erstellung noch nicht abgeschlossen ist. Daher gelten für das RVR-Verbandsgebiet weiterhin die bisherigen, von den Regionalräten der Regierungsbezirke aufgestellten Regionalpläne. In der Emscher-Lippe-Region ist dies der „Regionalplan Emscher-Lippe“ der Bezirksregierung Münster aus dem Jahr 2004.

## WiN Emscher-Lippe
Die WiN Emscher-Lippe Gesellschaft zur Strukturverbesserung mbH ist seit den 1990er-Jahren als Public-Private-Partnership (PPP) in der Region fest verankert. Neben dem Kreis Recklinghausen, seinen zehn Städten und den Städten Bottrop und Gelsenkirchen sind zurzeit 21 private Unternehmen, Banken und Organisationen, die sich der Region verbunden fühlen, als Gesellschafter an der WiN Emscher-Lippe GmbH beteiligt. Sie kann so Impulse aus der Wirtschaft schnell aufnehmen, konsequent Kontakte nutzbar machen, Verbindungen schaffen und Projekte bearbeiten. Im Auftrag ihrer Gesellschafter entwickelt die WiN strukturrelevante Projekte und setzt diese regional-wirtschaftsfördernd um. Sie gestaltet so Entwicklungsprozesse aktiv mit – für nachhaltige und zukunftsfähige Strukturen.
Beispiele
- Mit der Wasserstoffkoordination setzt die WiN regional und überregional Akzente.[5][6]

- Das Projekt Smart Networks zeigt sich als Ausgangspunkt für die Smart Region Emscher-Lippe. Es wird damit die Digitalisierungsplattform der Region, die sich durch viele digitale Unternehmen und innovative Projekte auszeichnet.[7]

- Im Prosperkolleg läuft das Know-how zu zirkulärer Wertschöpfung zusammen.[8][9]

- Das Serviceportal Emscher-Lippe unterstützt die öffentlichen Verwaltungen bei der Digitalisierung und der Umsetzung des Online-Zugangs-Gesetzes.[10]

- In der Leitbranche Chemie übernimmt die WiN die Geschäftsführung des Netzwerkes ChemSite e.V.[11][12]

- Für den Bereich Fachkräfte bildet die Regionalagentur Emscher-Lippe das Bindeglied zwischen dem Ministerium für Arbeit, Gesundheit und Soziales des Landes NRW (MAGS) und der Emscher-Lippe-Region.[13]